# Meximieux
Meximieux település Franciaországban, Ain megyében. Lakosainak száma 8198 fő (2022. január 1.). Meximieux Charnoz-sur-Ain, Chazey-sur-Ain, Pérouges, Rignieux-le-Franc, Saint-Éloi és Villieu-Loyes-Mollon községekkel határos.

## Népesség
A település népességének változása:
| Lakosok száma | 2669 | 4253 | 6230 | 7384 | 7424 | 7655 | 7743 | 7923 | 7998 | 8198 |
|               | 1968 | 1982 | 1990 | 2006 | 2013 | 2015 | 2017 | 2019 | 2020 | 2022 |